# Buais
Buais foi uma comuna francesa na região administrativa da Normandia, no departamento Mancha. Estendia-se por uma área de 18 km². Em 2010 a comuna tinha 627 habitantes (densidade: 34,8 hab./km²).
Em 1 de janeiro de 2016, passou a formar parte da nova comuna de Buais-les-Monts.